# Sabotaggio del Tombion

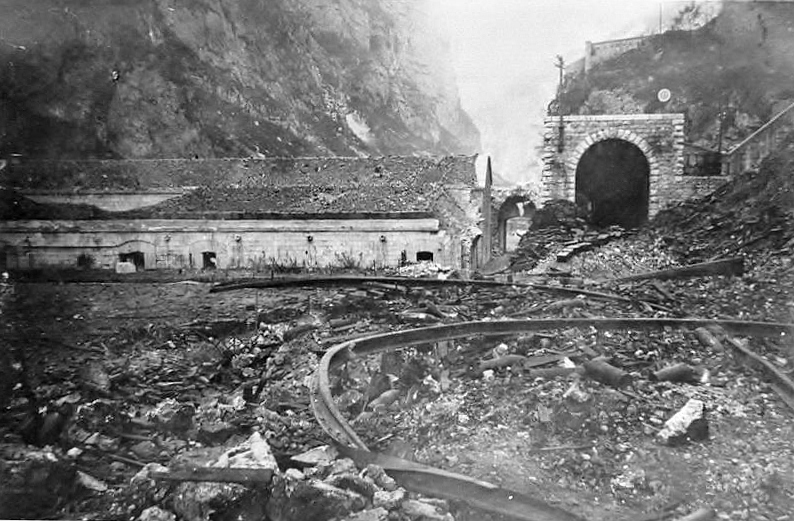
Foto storica del forte Tombion

Il sabotaggio del Tombion fu un'azione militare della guerra partigiana, avvenuta nella notte tra il 6 e il 7 giugno 1944 contro l'esercito nazi-fascista. Fu eseguita da un gruppo di partigiani della costituenda Brigata Garibaldi "Antonio Gramsci" (Feltre) comandati da Paride Brunetti (Bruno). Permise ai partigiani di interrompere il collegamento ferroviario tra Bassano del Grappa e Trento (linea ferroviaria della Valsugana) utilizzando tutto l'esplosivo dell'esercito tedesco contenuto nel forte Tombion, sito nel comune di Cismon del Grappa, posto nella parte più stretta della valle Canale di Brenta, verso la frazione di Primolano. L'esito fu considerato il più importante atto di sabotaggio a livello europeo compiuto dalla Resistenza Italiana e diede un forte risalto alla figura del suo ideatore, Oreste Gris, che da allora assunse il nome di battaglia di Tombion.

## Storia
L'Organizzazione Todt stava costruendo, su indicazioni anche del feldmaresciallo Rommel, una linea difensiva in previsione di ritirarsi dalla linea Gotica per prolungare la resistenza tedesca. I responsabili militari avevano progettato una serie di fortificazioni (Alpenfestung), la "Linea Blu" o anche nota come "Linea veneta", che si sarebbe congiunta al più ampio fronte (dalla Svizzera all'Istria) per permettere all'esercito di Hitler di arroccarsi nelle province di Bolzano, Trento e di Belluno, territori amministrati dopo l'8 settembre 1943 dal Terzo Reich: la zona d'operazioni delle Prealpi. Il forte Tombion, posto in una storica linea difensiva, lungo la strada della Valsugana (la Strada statale 47 della Valsugana) e alla vicina ed omonima galleria della ferrovia Bassano del Grappa – Trento, era diventato un importante punto strategico.
Secondo il racconto del partigiano di Silvio Lancerini ‘'Ricciolo'’ (appartenente allo stesso nucleo partigiano degli esecutori di Rocca di Arsiè) il sabotaggio fu richiesto dagli Alleati con messaggi in codice trasmessi da Radio Londra. L'idea del sabotaggio ebbe una gestazione abbastanza lunga. Verso la fine di aprile il partigiano Antonio Turra "Pippo" di Arsiè riuscì a contattare tre alpini appartenenti al reparto della RSI posto a presidio del deposito di materiale esplosivo. I tre (Egidio Bozzole "Riccio", Serafino Gobbo "Brenta" e Mario Rizzon "Barba") decisi a passare con i partigiani, fornirono molte informazioni a Antonio Turra e all'ex-aviere, Ernelio Faoro "Montegrappa", il comandante partigiano di Rocca di Arsiè. Quest'ultimo era in contatto con Oreste Gris e la sua SAP Civetta, operante tra Cesiomaggiore e Feltre.
La sera del 5 giugno a Menin (Cesiomaggiore) quattro partigiani (Paride Brunetti, Ernelio Faoro e due russi Giorgio Bornichoff e Pavel Orlov) si riunirono presso l'abitazione di Oreste Gris. Gris, stratega ed esperto di esplosivo mise a punto tutto il piano e fornì la miccia, detonatori e fiammiferi antivento. I quattro giovani partigiani si trasferirono prima a Giaroni, una borgata di Fonzaso. La notte del 6 giugno arrivarono al Col dei Tanisoi (località di Arsiè) dove si aggregarono altri cinque partigiani del posto (Antonio Turra "Pippo", Erminio Arboit "Strega", Lino Turra "Bill", Viginio Arboit "Pantera" e Bruno Strappazzon "Cognac") e si diressero verso il forte Tombion.
Alle 22.10 del 6 giugno, il gruppo dei nove partecipanti comandato da Paride Brunetti, dopo aver avuto l'imprevisto di disarmare due soldati guardia fili della ferrovia si avvicinano al forte e, come convenuto con i tre alpini disertori, entrano senza resistenza nella sede del deposito di esplosivo. Pochi minuti dopo l'intero corpo di guardia del presidio fu fatto prigioniero. I prigionieri repubblicani e i due guardia fili vennero subito istruiti e obbligati a trasportare e collocare nella vicina galleria ferroviaria i 23 quintali di esplosivo presente nel deposito. Alla fine Paride Brunetti radunò i prigionieri e dopo averli ammoniti a non servire più l'Asse disse loro «Per stavolta siete liberi, potete tornarvene a casa!» e questi ultimi scapparono immediatamente in più direzioni. 
Pochi minuti prima dell'una del 7 giugno 1944 ci fu l'esplosione della vicina galleria ferroviaria. I dodici (i nove partigiani e i tre alpini disertori che passarono da allora con i partigiani) si diressero assieme fino Corlo e li si divisero. Mentre Paride Brunetti e i due russi ritornarono verso Feltre, Ernelio Faoro, assieme ai partigiani di Arsiè , si diressero verso la località di Col di Stach dove iniziò ad organizzare il primo nucleo del Battaglione Montegrappa.
Il successo del sabotaggio ebbe una risonanza internazionale con gli elogi ai protagonisti da parte, oltre che dei Comandi partigiani locali, anche di Radio Londra, perché il sabotaggio provocò il blocco dell'uso del collegamento ferroviario (strategico per i nazisti) per circa una settimana , la perdita di un considerevole quantitativo d'esplosivo e un effetto positivo sul morale dei combattenti della Resistenza Italiana e della popolazione locale.

## Il tentativo di Meneghello
Un'azione analoga era stata organizzata qualche giorno prima anche dalla formazione partigiana di Luigi Meneghello e di Antonio Giuriolo, ma non si realizzò a causa di un rastrellamento nazifascista.